# Vincennes-Est (tổng)
Tổng Vincennes-Est là một tổng thuộc tỉnh Val-de-Marne trong vùng Île-de-France, Pháp.

## Các xã
Tổng Vincennes-Est bao gồm phần phía đông xã Vincennes. Phía tây là tổng Vincennes-Ouest.
| Xã                         | Dân số | Mã bưu chính | Mã insee |
| -------------------------- | ------ | ------------ | -------- |
| Vincennes, commune entière | 43 595 | 94 300       | 94 080   |

## Thông tin nhân khẩu
| 1962                                                     | 1968 | 1975 | 1982 | 1990   | 1999   |
| -------------------------------------------------------- | ---- | ---- | ---- | ------ | ------ |
|                                                          |      |      |      | 21 679 | 22 057 |
| Nombre retenu à partir de 1962 : dân số không tính trùng |      |      |      |        |        |